# Chlorochlamys indiscriminata
Chlorochlamys indiscriminata là một loài bướm đêm trong họ Geometridae.